# Vật liệu chịu lửa
Trong xây dựng và công nghiệp, vật liệu chịu lửa là loại vật liệu giữ nguyên đặc tính hoá lý cho tới nhiệt độ không thấp hơn 1580 độ C.
Độ chịu lửa của vật liệu là khả năng chống lại sự biến dạng của nó khi nó làm việc ở nhiệt độ cao.
Ngành công nghệ vật liệu chịu lửa là một ngành khá quan trọng trong xây dựng các công trình công nghiệp, đặc biệt là các công trình cho ngành thép xây dựng và ngành xi măng. Việc phát triển vật liệu chịu lửa chất lượng cao đòi hỏi nguồn mỏ nguyên liệu riêng và không phải quốc gia nào cũng dồi dào tài nguyên này.

## Phân loại
Vật liệu chịu lửa có thể được phân loại theo hình dạng:
- Vật liệu chịu lửa định hình (như Neo thép chịu nhiệt,gạch chịu lửa)
- Vật liệu chịu lửa không định hình (như bê tông chịu lửa, vữa chịu lửa...)

Vật liệu chịu lửa cũng có thể được phân loại theo thành phần hoá học:
- Vật liệu chịu lửa có tính axít (như vật liệu chịu lửa đinat, vật liệu chịu lửa bán axit, vật liệu chịu lửa samốt)
- Vật liệu chịu lửa trung tính (như vật liệu chịu lửa cao nhôm)
- Vật liệu chịu lửa kiềm tính (như vật liệu chịu lửa manhêdi, vật liệu chịu lửa đôlômi, vật liệu chịu lửa forsterit, vật liệu chịu lửa cácbon...)